# آلفردو کوپیو
آلفردو کوپیو (اسپانیایی: Alfredo Copello‎؛ زادهٔ ۱۵ مارس ۱۹۰۳ - درگذشته نامشخص) بوکسور اهل آرژانتین بود.